# Абаяра
Абаяра (порт. Abaiara) — муніципалітет в Бразилії, входить в штат Сеара. Складова частина мезорегіона Південь штату Сеара. Входить в економіко-статистичний мікрорегіон марю-Санту. Населення становить 8752 людини на 2006 рік. Займає площу 179,906 км². Щільність населення — 48,6 чол./км².
Перше фермерське поселення виникло на початку XIX ст. Міські права надані в 1938 році. Вирощують бавовну, цукровий очерет, кукурудзу, боби. У місті розташовані два храми.

## Статистика
- Валовий внутрішній продукт на 2003 становить 15.428.429,00 реалів (дані: Бразильський інститут географії та статистики).
- Валовий внутрішній продукт на душу населення на 2003 становить 1.797,56 реалів (дані: Бразильський інститут географії та статистики).
- Індекс розвитку людського потенціалу на 2000 становить 0,627 (дані: Програма розвитку ООН).